# Tambalane
Tambalane est un groupe de pop rock australien, originaire de Nouvelle-Galle-du-Sud.

## Biographie
Le groupe est formé en 2003 par Ben Gillies, batteur de Silverchair et Wesley Carr du groupe Troubadour, alors que Silverchair ne pouvait plus se produire en raison des problèmes de santé de leur chanteur et guitariste Daniel Johns,. Ils lancent un seul album qui contenait les deux singles Little Miss Liar et Free.
Tambalane commence originellement en tant que projet d'écriture secondaire, en attente du retour de Silverchair pour Gillies, auquel se joint Carr, et devient éventuellement un groupe de musique en 2004. Le duo ajoute Greg Royal à la basse et Gerar Masters au synthétiseur et partie en tournée en Australie, supportant le groupe End of Fashion avant le lancement de leur premier album éponyme, publié le 21 août 2005, qui est suivi par une tournée nationale.
Le groupe se sépare à la fin de 2005 lorsque Gilles retourna enregistré le nouvel album de Silverchair en citant que c'était devenu une lutte de pouvoir déplaisante, au sein du groupe lui-même. Depuis que le groupe s'est éteint, Wesley Carr s'est lancé en tant qu'artiste solo avec le lancement d'un EP qui fut suivi par son premier album. Il est récemment devenu le gagnant de la sixième édition de Australian Idol.

## Discographie

### Album studio
- 2005 : Tambalane

### EP
- 2005 : The Free Ep

### Singles
- 2005 : Little Miss Liar
- 2005 : Free